# よしみいく
よしみ いく（旧名義:義見 依久、1971年〜）は、日本の元漫画家。

## 概要
代表作は『魍魎戦記MADARA』のスピンオフ作品である『幼稚園戦記まだら』で、同作品はスーパーファミコンにおいてゲーム化されている。MADARAシリーズに携わった後は、2007年頃まで芳文社の4コマ漫画誌『まんがタイム』およびその兄弟誌にて4コマ漫画を連載。現在は引退している。名前の由来は魍魎戦記MADARAに登場する義体を表す用語『ギミック』からで、のちに4コマ漫画誌に連載を持つ際に、ひらがな名義に改名している。

## 作品リスト
- 魍魎戦記MADARAシリーズ
  - 『幼稚園戦記まだら』（全4巻、電撃コミックスEX、メディアワークス、1994年〜1995年）
  - 『よりぬき幼稚園戦記まだら』（ソニー・マガジンズコミックス、ソニー・マガジンズ、1996年2月、ISBN 478978021X）
  - 『少年忍者バサラくん 戦国群笑伝』（全3巻、光文社コミックス、光文社、1995年12月〜1997年5月）
  - 『少年忍者バサラくん 芙蓉姫退屈記』（全2巻、光文社コミックス、光文社、1995年3月〜1996年5月）